# 路建平
路建平（1954年1月—），籍贯山东济南，出生地新疆乌鲁木齐。北京师范学院政治教育系政治专业毕业。
历任中共中央宣传部教育局成人教育处副处长，思想理论处副处长、处长，理论局理论教育处处长、助理巡视员、副局长、局长等职。2008年1月任中共中央宣传部副秘书长，2008年10月出任中共湖南省委常委，同年11月任省委宣传部部长。
2012年5月，改任新华社副社长。2014年7月卸任。